# Імаї Тосіакі
Імаї Тосіакі (лат. 今井敏明, нар. 29 грудня 1954, Сайтама) — японський футболіст та тренер.

## Клубна кар'єра
Протягом 1977—1981 років грав за команду Фуджіцу.

## Тренерська робота
З початку 1990-х років працював тренером на батьківщині — очолював команди «Токіо Газ», «Сірокі Серена» (жінки) та «Кавасакі Фронтале».
Згодом працював зі збірними, зокрема з чоловічою і жіночою збірними Китайського Тайбею, а також зі збірною Монголії.
Наразі останнім місцем тренерської роботи був філіппінський «Глобал Себу», з яким японський фахівець працював 2017 року.